# نعم كولومبيا
نعم كولومبيا (بالإسبانية: Sí Colombia) هو حزب سياسي وسطي في كولومبيا. تأسس من قبل نعومي سانين (منشق عن حزب المحافظين). في الانتخابات التشريعية التي أجريت في 10 مارس 2002، فاز الحزب كواحد من العديد من الأحزاب الصغيرة بالتمثيل البرلماني.